# خزروان (دیو)
خَزروان (یا خزوران) نام دیو سیاهی است که در شاهنامه به عنوان پور اهریمن از او یاد می‌شود.
کیومرث پادشاه ایران بود و دد و دام تحت فرمانروایی او بودند و از او اطاعت می‌کردند او پسری زیبارو به نام سیامک داشت که کیومرث بسیار او را گرامی میداشت. کیومرث هیچ دشمنی نداشت جز یک اهریمن بدکنش. این اهریمن، بچه ای داشت که مانند گرگی سترگ بود او سپاهی دور خود جمع کرد تا به کیومرث حمله کند و فرمانروایی را از او بگیرد. کیومرث از این قضیه بیخبر بود. وقتی خبر به سیامک رسید به خشم آمد لباس رزم پوشید چون آن زمان زره جنگی وجود نداشت، لباس از چرم پلنگ پوشید و به جنگ آن دیو که خزروان نام داشت، رفت و سپاه رو درروی هم قرار گرفتند. سیامک به نبرد تن به تن با خزروان دیو پرداخت دیو سیاه چنگ بر پشت او زد و او را بر زمین انداخت و سینه‌اش را درید و بدینسان سیامک به دست خزروان کشته شد. وقتی خبر به کیومرث رسید بسیار گریست و بر مرگ فرزند سوگواری کرد. کیومرث خواست تا انتقام سیامک را بگیرد. او از سیامک، نوه ای داشت به نام هوشنگ، او را فرا خواند و لشکری را که از دد و دام و مرغ و پری جمع کرده بود به او سپرد و او را به جنگ دیو فرستاد و خودش از پشت سپاه حرکت کرد. دو سپاه با هم درآویختند و سپاه هوشنگ، لشکر دیوان را تار و مار کردند، هوشنگ به جنگ خزروان رفت و او را به خاک افکند و نابود کرد. بدینسان انتقام پدرش سیامک را گرفت.
| سیامک بیامد برهنه تنا   |  | بر آویخت با پور آهرمنا       |
| سیامک به دست خزروان دیو |  | تبه گشت و ماند انجمن بی خدیو |